# 翁祥初
翁祥初（1908年—1997年），原名翁祥祉，福建上杭人，中国人民解放军将领、中国人民解放军开国少将。曾任中国人民解放军北京军区后勤部军需部政委。1955年，授予中国人民解放军少将。

## 生平
1929年5月参加农民暴动，同年7月加入中国共产党。
1930年由赤卫队编入红军，任红12军六支队宣传队分队长，参加了第二次攻打长沙的战斗。10月进入红12军35师政治训练队学习。12月任红12军第36师108团二连政委。1931年12月任红五军团第14军40师炮兵连指导员。1933年4月进入瑞金红军大学学习。1933年9月以后，历任指导员，团政治部主任，团政委等职，参加了中央苏区历次反“围剿”作战和长征。长征中历任红八军团野战医院政委，红一军团政治部巡视团巡视员，红一军团二师政治部巡视团主任，红一军团炮兵连指导员。1935年12月任红一军团野战医院总支部书记。1937年1月进抗日军政大学第二期上干三队学习。
抗日战争时期，于1937年8月任中央军委警卫营教导员，1938年6月任八路军后方第二留守处政治处教育股股长。1939后1月任陕甘宁边区医院副院长。1941年2月到1944年11月期间，在延安军政学院和中央党校学习。1944年11月任陕甘宁边区教导一旅供给部政委。
国共内战时期，于1945年12月任晋察冀军区第二纵队一旅政治部主任，1946年5月任第三纵队政治部组织部部长，1948年4月任华北军区补训兵团政治部组织部长，参加了石家庄、平津等战役。
中华人民共和国建国后，于1950年3月任华北军区后勤部军需部政委。1951年10月任华北军区后勤部政治部副主任。1952年7月任华北军区后勤部油料部政委。1954年5月在解放军第50速成中学学习。1957年6月任人民解放军第50文化速成中学政委，当选第五届全国政协委员。1955年被授予少将军衔，荣获二级八一勋章、二级独立自由勋章、一级解放勋章。1988年被授予一级红星功勋荣誉章。
1997年3月6日因病在北京逝世，享年89岁。